# 1785

1785(천칠백팔십오)는 1784보다 크고 1786보다 작은 자연수다.

## 수학
- 합성수로, 그 약수는 총 16개다. (1, 3, 5, 7, 15, 17, 21, 35, 51, 85, 105, 119, 255, 357, 595, 1785)
  - 1785의 진약수의 합은 1671이므로, 1785는 부족수다.
- 17번째 십오각수다. 앞의 십오각수는 1576, 다음은 2007이다.
- {\displaystyle 1785=1^{2}+2^{2}+3^{2}+\cdots +17^{2}}
  - 17번째 사각뿔수로, 17 이하의 모든 자연수의 제곱합이다. 앞의 사각뿔수는 1496, 다음은 2109다.
- {\displaystyle 1785=35\times 51}
  - 연속하는 두 오각수의 곱으로 나타낼 수 있으며, 이 성질을 지닌 앞의 수는 770, 다음 수는 3570이다.
- {\displaystyle 13^{4}-1}은 1785로 나누어떨어진다.

## 과학
- NGC 1785: 황새치자리 방향에 있는 성협.

## 문화유산
- 대한민국의 보물 제1785호: 강화 전등사 목조석가여래삼불좌상

## 기타
- 연도: 1785년, 기원전 1785년

## 같이 보기
- 1000